# John Huston
John Huston (Nevada, 1906. augusztus 5. – Middletown, 1987. augusztus 28.) kétszeres Oscar-díjas és háromszoros Golden Globe-díjas amerikai rendező, forgatókönyvíró és színész.
Pályafutása alatt 37 játékfilmet rendezett, köztük olyan klasszikusokat, mint A máltai sólyom (1941), A Sierra Madre kincse (1948), az Aszfaltdzsungel (1950), az Afrika királynője (1951) és az Aki király akart lenni (1975). 46 éves karrierje alatt 15 alkalommal jelölték Oscar-díjra, melyből kétszer sikerült nyernie. Továbbá apja Walter Huston és lánya Anjelica Huston is Oscart nyert az általa rendezett filmmel.
A filmiparban betöltött helyének köszönhetően csillaga megtalálható a Hollywood Walk of Fame-en.

## Fiatalkora
1906-ban született a Missouri állambeli Nevadában a színpadi, majd később filmszínész Walter Huston és a sportújság-szerkesztő Reah Gore egyetlen gyermekeként. Édesapja skót és észak-írországi skót felmenőkkel rendelkezett, míg édesanyja angol és walesi származású volt.
Szülei 1913-ban elváltak, ami azt eredményezte, hogy gyermekkorát bentlakásos iskolákban töltötte. A nyári vakációkra a szüleivel utazott el, külön-külön. Míg édesapjával színházi turnékra járt, addig édesanyjával lóversenyekre és egyéb sporteseményekre. Néhány kritikus, köztük Lawrence Groble is azon a véleményen van, hogy Huston anyjával való kapcsolata az oka, hogy miért házasodott ötször. Groble ezt írja: „Mikor meginterjúvoltam néhány nőt, akik szerették Hustont, határozottan azon a véleményen voltak, hogy az anyja a kulcs Huston lelkivilágához.” A színésznő Olivia de Havilland szerint: „Ő (az anyja) volt a központi karakter. Mindig is éreztem, hogy Johnt boszorkányok üldözik. Úgy tűnt, mintha valami pusztító dolog elől menekülne. Ha ez nem az anyja volt, akkor az a kép, amit az anyjáról gondolt.”
Gyerekként sokat betegeskedett, szívtágulásban és vesebetegségben szenvedett. Akkor gyógyult meg teljesen, amikor Los Angelesbe költözött édesanyjához, és elkezdett a helyi középiskolába járni. Két év után otthagyta az iskolát, hogy profi ökölvívó legyen, igaz, már 15 éves kora óta könnyűsúlyú amatőr bokszolónak számított Kaliforniában. A karrierjét hamar feladta a ringben, miután orrtörést szenvedett. Az ökölvíváson kívül sok más dolog is érdekelte a fiatal Hustont: absztrakt festészet, balett, angol irodalom, francia irodalom, opera és lovaglás. Los Angelesben élve a születő filmipar bűvöletébe került, de egyelőre csak szemlélőként. Huston szerint: „Charlie Chaplin egy isten volt.”
Később visszaköltözött édesapjához New Yorkba, aki a Broadway-n lépett fel, és ő is kapott pár kisebb szerepet. Apja próbáit figyelve le volt nyűgözve a színészet mechanikájától: „Amit ott tanultam azalatt a pár hét próba alatt, szolgálhatott végig a hátralévő életemben.”
Egy rövid színpadi színészi állomás után Mexikóba utazott, ahol két évet töltött, és számos kaland között a mexikói lovaskatonaság tiszteletbeli tagja lett. Ezután 1925-ben visszatért Los Angelesbe, ahol feleségül vette középiskolai szerelmét, Dorothy Harveyt.

## Korai karrierje forgatókönyvíróként

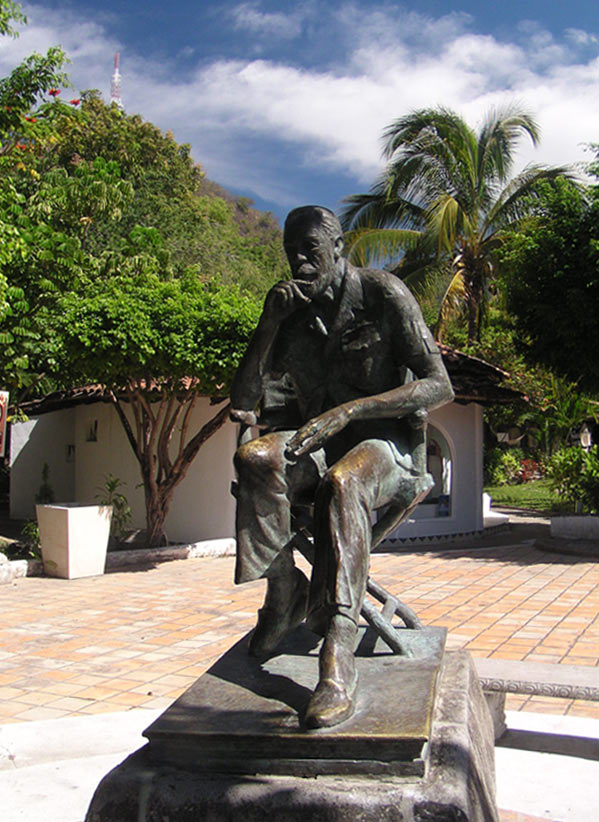
Szobra a mexikói Puerto Vallartában

Mexikói tartózkodása idején írt egy színdarabot Frankie és Johnny címmel, az azonos című balladából. Miután könnyen eladta, rájött, hogy az írás egy jól járható út számára, és arra kezdett koncentrálni. Samuel Goldwyn stúdiójánál forgatókönyv szerkesztői munkát is kapott, de ezt hat hónap után otthagyta, hogy a Universal Picturesnél dolgozhasson, ahol az apja filmsztárnak számított. Az 1930-as évek elején párbeszédeket kezdett írni: A House Divided (1931), az Edgar Allan Poe írásából készült A Morgue utcai gyilkosságok (1932). A House Diveded-et William Wyler rendezte, akinek segítségével Huston elsőként nyert igazán betekintést a filmkészítés folyamatába. A későbbiekben barátokká váltak, több közös sikeres filmen együtt dolgozva.
Huston első hollywoodi éveiben kétes hírnevet szerzett, mint az „erőtől duzzadó, különc nagyivó”. Ezeket az éveket maga is balszerencsék és csalódások sorozatának írta le. Rövid írói karrierje hirtelen véget ért, amikor az általa vezetett autóval elütött és halálát okozta egy fiatal gyalogos nőnek. Végül megállapították, hogy a baleset nem az ő hibájából történt, de az eset mély nyomot hagyott benne, egy időre Londonba és Párizsba költözött.
Öt évvel később, 1937-ben már azzal a szándékkal tért vissza Hollywoodba, hogy „komoly író” legyen. Első munkáját a Warner Brothersnél kapta. A következő négy évben olyan sikeres forgatókönyvek írásánál működött közre, mint a Jezebel, A 606. kísérlet vagy a York őrmester. Az utóbbi kettőért Oscar-díjra jelölték.
Miután elismert forgatókönyvíróvá vált, a Warner stúdió felajánlotta neki a rendezés lehetőségét abban az esetben, ha a következő forgatókönyvével is sikert fognak elérni. A következő munkája a Magas-Sierra volt Raoul Walsh rendezésében, és ebben a filmben kapta Humphrey Bogart az első főszerepét. A produkció sikeres lett, a Warner fivérek pedig állták a szavukat, és Huston szabad jelzést kapott a rendezés felé, ráadásul ő választhatta a témát is.

## Rendezői munkássága
A választás Dashiell Hammett detektívregényére esett, és megrendezte A máltai sólymot. Huston nem nagyon tért el a regénytől, és a legtöbb helyen meghagyta a Hammett által írt párbeszédeket. A főszerepet Humphrey Bogartnak adta, és a mellékszerepeket is jegyzett színészek kapták: Mary Astor, Peter Lorre és az apja, Walter Huston. Annak ellenére, hogy a film csak B kategóriájú produkciók költségvetéséből gazdálkodott (8 hét alatt készült el 300 ezer dollárból) és nagy nyilvánosságot sem kapott a stúdiótól, mert túl nagy elvárások sem voltak vele szemben, hatalmas siker lett. A kritikusok klasszikusként ünnepelték, és egészen napjainkig sokan „minden idők legjobb detektív melodrámájának” tartják.
A második világháború alatt 1942-ben lépett be az amerikai seregbe, és a híradós részlegnél szolgált századosi rangban. Emellett propaganda jellegű háborús dokumentumfilmeket csinált.
1948-ban rendezte A Sierra Madre kincsét. A főszerepet ismét Humphrey Bogartra osztotta, de az apja is kapott egy mellékszerepet. A Warner stúdió kezdetben kissé bizonytalan volt a produkció kapcsán, de megadták az engedélyt, hogy Huston Mexikóban forgathasson, ami radikális lépésnek számított akkoriban. Az aggodalmak gyorsan elszálltak, amikor a film hatalmas közönség- és kritikai sikert aratott. Huston rendezői és adaptált forgatókönyvírói kategóriában is Oscar-díjat nyert, ráadásul az apja, Walter is megkapta az aranyszobrot.
Szintén 1948-ban rendezte a Key Largót, amit Maxwell Anderson színművéből adaptált. Egyesek a filmet túlságosan színpadi jellegűnek találták, de a színészgárda (Lauren Bacall, Edward G. Robinson és Claire Trevor) a jól bevált Bogart vezetésével sikerre hozta a filmet. Claire Trevor Oscar-díjat nyert női mellékszereplő kategóriában. Huston dühös lett, hogy a stúdió megvágta a film végső változatát a beleegyezése nélkül. Ez, és néhány korábbi sérelem odáig vezetett, hogy lejáró szerződését nem hosszabbította meg.
1950-ben írta és rendezte az Aszfaltdzsungelt, ami új és szokatlan módon ábrázolt bűnöző karaktereket, mert Huston a pozitív tulajdonságukat is megmutatta. Emellett szinte dokumentarista stílusban jelenítette meg a történetet, kezdve a nagy ékszerrablással és jöttek lépésről lépésre a részletek és nehézségek, amivel a karaktereknek meg kellett küzdeniük. A filmben szerepet kapott a fiatal Marilyn Monroe is, akinek az Aszfaltdzsungel jelentette az indulást a filmvilágban. A film nagy sikert aratott, Hustont ismét jelölték Oscarra rendezői és forgatókönyvírói kategóriában.
Egy évvel később készítette el az Afrika királynőjét C. S. Forester népszerű regényéből, ami egy romantikus vígjáték és kalandfilm kombinációja Humphrey Bogart és Katharine Hepburn főszereplésével. Anyagilag a film Huston legsikeresebb produkciójává vált, emellett Bogart ennek az alkotásnak köszönhetően nyerte el pályafutása egyetlen Oscar-díját.
Huston következő két filmjének producere, rendezője és forgatókönyvírója is volt: Moulin Rouge (1952) és Ördögi kör (1953). 1956-ban a Moby Dick forgatókönyvét Ray Bradbury jegyezte, habár később Huston neve is felkerült a stáblistára az írók közé. Annak ellenére, hogy Huston személyesen kérte fel Bradburyt, hogy adaptálja Herman Melville regényét, nem találkoztak egészen a film előmunkálatáig. Huston lassan tíz éve tervezte, hogy megfilmesíti a gyilkos bálna történetét, amit eredetileg még apja alakításában látott. Walter Huston meghalt 1950-ben, ezért fia Gregory Pecket szerződtette Ahab kapitány szerepére.
A következő öt filmjéből csak a Kallódó emberek váltott ki igazán pozitív fogadtatást, habár többen is elátkozottnak nevezték a filmet. A szereplők közül Clark Gable a produkció befejezése előtt néhány nappal kapott végzetes szívinfarktust. Marilyn Monroe-nak is a Kallódó emberek volt az utolsó munkája, mert egy évvel később öngyilkosságot követett el a lakásán. Montgomery Clift és Thelma Ritter szintén meghalt pár év múlva. A forgatás alatt Monroe gyakran állt kábítószer hatása alatt, többször is késve érkezett és elfelejtette a szövegét. Felgyülemlett problémái eredményezték válását Arthur Millerrel, aki a film forgatókönyvírója volt. Huston később így nyilatkozott erről az időszakról: „Marilyn kezdte elveszíteni önmagát, nemcsak a film kapcsán, hanem az életében is.”
1966-ban a producer Dino De Laurentiis Írországba utazott, hogy felkérje Hustont A Biblia megrendezésére. Laurentiis egy átfogó filmet akart készíteni a Bibliáról, de Huston szerint az óriási művet úgy nem lehetne megfelelő módon ábrázolni, ezért a film csak Mózes első könyvének feléig készült el, de így is közel három órás lett. Huston a rendezés mellett Noé szerepét játszotta és Isten hangját is kölcsönözte. A produkció anyagilag megbukott, annak ellenére, hogy 18 millió dolláros költségvetésével Huston legdrágább munkájává vált.
Késői filmjei közül a Michael Caine és Sean Connery főszereplésével készült Aki király akart lenni (1975) és A Prizzik becsülete (1985) emelkedik ki. Az utóbbiban lánya, Anjelica Huston Oscar-díjat kapott női mellékszereplő kategóriában. Huston utolsó filmjét 1987-ben forgatta The Dead címmel.

## Színészi karrierje
Pályafutása alatt több mint 50 filmben szerepelt. 1963-ban Otto Preminger kérte fel, hogy játsszon el egy bostoni főpapot A kardinális című filmdrámában. Egyik legemlékezetesebb szerepét talán Roman Polański klasszikusában, a Kínai negyedben nyújtotta egy korrupt üzletember szerepében, amiért Oscar-díjra is jelölték a legjobb férfi mellékszereplő kategóriában. 1975-ben játszott John Milius kalandfilmjében, a Szél és az oroszlánban is.

## Magánélete

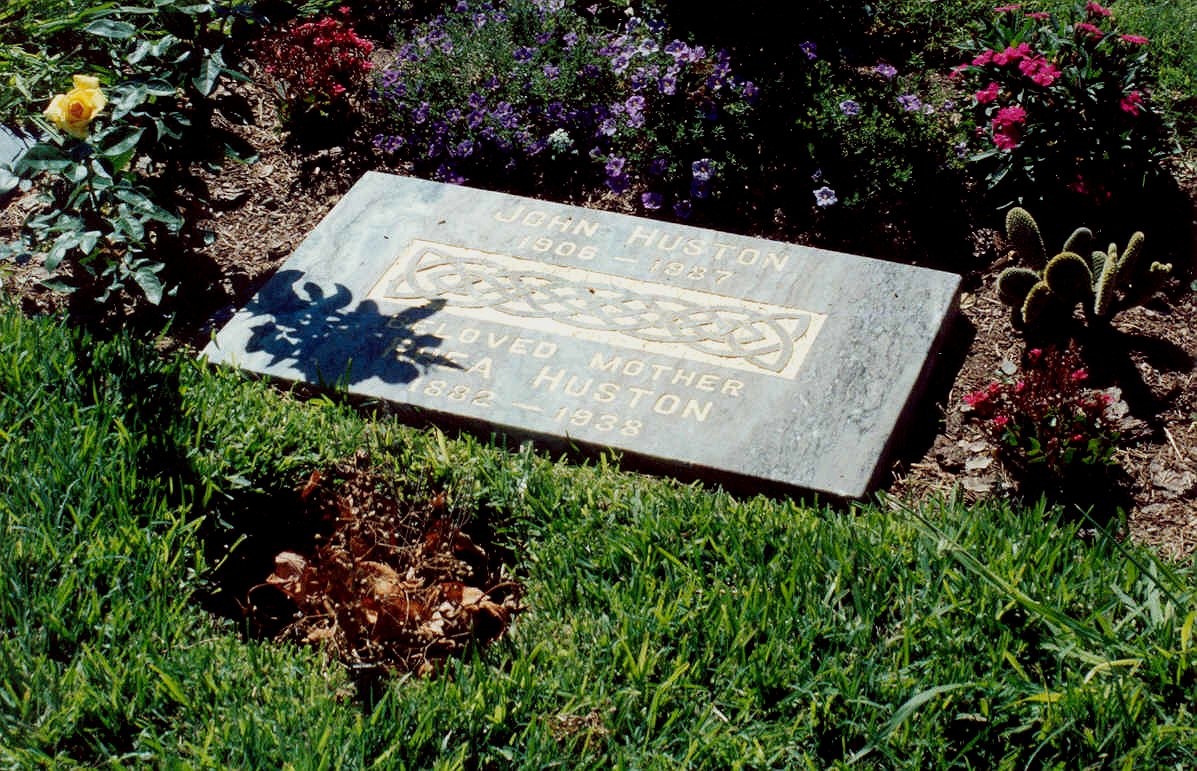
Huston és édesanyja sírköve

Mielőtt elismert filmrendezővé vált, volt ökölvívó, riporter, novellaíró, portréfestő Párizsban, lovaskatona Mexikóban és dokumentumfilmes a második világháború idején. Emellett imádott a szabadban lenni, különösen sportolni. A vadászatnak is hódolt, mialatt Írországban élt. A sport és a kalandok mellett nagy hódolója volt az égetett szeszeknek és a nőknek, ötször házasodott.
A barátai között volt Orson Welles, Ernest Hemingway és Humphrey Bogart. Bogart temetésén ő mondta a beszédet.
Huston először 1951-ben látogatta meg Írországot, többször is visszatért, majd Galway megyében telepedett le. 1964-ben az ír állampolgárságot is megkapta. Lánya, Anjelica évekig Írországban járt iskolába.
Erős dohányos volt, élete végén tüdőtágulásban szenvedett. 1987. augusztus 28-án hunyt el a Rhode Island-i Middletownban szívinfarktus szövődményeiben. A hollywoodi Hollywood Forever Cemeteryben helyezték végső nyugalomra.

## Jelentősebb filmjei

### Rendezőként
- 1985 - A Prizzik becsülete (Prizzi's Honor)
- 1984 - A vulkán alatt (Under the Volcano)
- 1982 - Annie
- 1981 - Menekülés a győzelembe (Escape to Victory)
- 1975 - Aki király akart lenni (The Man Who Would Be King)
- 1973 - Mackintosh embere (The Mackintosh Man)
- 1972 - Bunyósok (Fat City)
- 1972 - Roy Bean bíró élete és kora (The Life and Time of Judge Roy Bean)
- 1970 - Levél a Kremlbe (The Kremlin Letter)
- 1969 - Bűnös Davey (Sinful Davey)
- 1967 - Casino Royale
- 1967 - Tükörkép egy aranyos szempárban (Reflections in a Golden Eye)
- 1966 - A Biblia (The Bible: In the Beginning)
- 1964 - Az iguána éjszakája (The Night of the Iguana)
- 1963 - Adrian Messenger listája (The List of Adrian Messenger)
- 1962 - Freud: a titkos szenvedély (Freud: The Secret Passion)
- 1960 - Kallódó emberek (The Misfits)
- 1960 - Kitaszítva (The Unforgiven)
- 1957 - Ég tudja, Mr. Allison (Heaven Knows, Mr. Allison)
- 1956 - Moby Dick
- 1953 - Ördögi kör (Beat the Devil)
- 1953 - Moulin Rouge
- 1951 - Afrika királynője (The African Queen)
- 1951 - A bátorság vörös jelvénye (The Red Badge of Courage)
- 1950 - Aszfaltdzsungel (The Asphalt Jungle)
- 1948 - Key Largo
- 1948 - A Sierra Madre kincse (The Treasure of Sierra Madre)
- 1942 - Át a Csendes-óceánon (Across the Pacific)
- 1942 - Nővéremtől mindent (In This Our Life)
- 1941 - A máltai sólyom (The Maltese Falcon)

### Forgatókönyvíróként
- 1988 - Mr. North
- 1975 - Aki király akart lenni (The Man Who Would Be King)
- 1964 - Az iguána éjszakája (The Night of the Iguana)
- 1957 - Ég tudja, Mr. Allison (Heaven Knows, Mr. Allison)
- 1956 - Moby Dick
- 1953 - Ördögi kör (Beat the Devil)
- 1953 - Moulin Rouge
- 1951 - Afrika királynője (The African Queen)
- 1950 - Aszfaltdzsungel (The Asphalt Jungle)
- 1948 - Key Largo
- 1948 - A Sierra Madre kincse (The Treasure of Sierra Madre)
- 1946 - Három ismeretlen (Three Strangers)
- 1946 - A gyilkosok (The Killers)
- 1941 - A máltai sólyom (The Maltese Falcon)
- 1941 - Magas-Sierra (High Sierra)
- 1941 - York őrmester (Sergeant York)
- 1940 - A 606. kísérlet (Dr. Ehrlich's Magic Bullet)
- 1938 - Jezebel
- 1938 - A bámulatos Clitterhouse doktor (The Amazing Dr. Clitterhouse)
- 1932 - A Morgue utcai gyilkosságok (Murders in the Rue Morgue)

### Színészként
- 1983 - A szerelem bolondja (Lovesick) - Larry Geller
- 1979 - Téli gyilkosságok (Winter Kills) - Pa Kegan
- 1977 - Óriáspolip (Tentacoli) - Ned Turner
- 1976 - Sherlock Holmes New Yorkban (Sherlock Holmes in New York)  - Moriarty professzor
- 1975 - A szél és az oroszlán (The Wind and the Lion) - John Hay
- 1975 - Szöktetés (Breakout) - Harris Wagner
- 1974 - Kínai negyed (Chinatown) - Noah Cross
- 1973 - A majmok bolygója 5. – A csata (Battle for the Planet of the Apes) - A törvényhozó
- 1970 - Levél a Kremlbe (The Kremlin Letter) - admirális
- 1967 - Casino Royale - McTarry tábornok
- 1966 - A Biblia (The Bible: In the Beginning) - Noé
- 1963 - A kardinális (The Cardinal) - Glennon

## Fontosabb díjai és jelölései
- Oscar-díj
  - 1949 díj: legjobb rendező - A Sierra Madre kincse
  - 1949 díj: adaptált forgatókönyv - A Sierra Madre kincse
  - 1986 jelölés: legjobb rendező - A Prizzik becsülete
  - 1976 jelölés: legjobb adaptált forgatókönyv - Aki király akart lenni
  - 1964 jelölés: legjobb férfi mellékszereplő - A kardinális
  - 1958 jelölés: legjobb adaptált forgatókönyv - Ég tudja, Mr. Allison
  - 1953 jelölés: legjobb film - Moulin Rouge
  - 1953 jelölés: legjobb rendező - Moulin Rouge
  - 1952 jelölés: legjobb rendező - Afrika királynője
  - 1952 jelölés: legjobb adaptált forgatókönyv - Afrika királynője
  - 1951 jelölés: legjobb rendező - Aszfaltdzsungel
  - 1951 jelölés: legjobb adaptált forgatókönyv - Aszfaltdzsungel
  - 1942 jelölés: legjobb eredeti forgatókönyv - York őrmester
  - 1942 jelölés: legjobb adaptált forgatókönyv - A máltai sólyom
  - 1941 jelölés: legjobb eredeti forgatókönyv - A 606. kísérlet
- Golden Globe-díj
  - 1986 díj: legjobb rendező - A Prizzik becsülete
  - 1964 díj: legjobb férfi mellékszereplő - A kardinális
  - 1949 díj: legjobb rendező - A Sierra Madre kincse
  - 1975 jelölés: legjobb férfi mellékszereplő - Kínai negyed
  - 1965 jelölés: legjobb rendező - Az iguána éjszakája
  - 1963 jelölés: legjobb rendező - Freud: a titkos szenvedély
  - 1951 jelölés: legjobb rendező - Aszfaltdzsungel
  - 1951 jelölés: legjobb forgatókönyv - Aszfaltdzsungel
- BAFTA-díj
  - 1975 jelölés: legjobb férfi mellékszereplő - Kínai negyed
- Berlini Nemzetközi Filmfesztivál
  - 1963 jelölés: legjobb film - Freud: a titkos szenvedély
- David di Donatello-díj
  - 1966 díj: legjobb külföldi rendező - A Biblia
- Velencei Nemzetközi Filmfesztivál
  - 1985 díj: legjobb film - A Prizzik becsülete
  - 1953 díj: legjobb rendező - Moulin Rouge
  - 1953 jelölés: legjobb film - Moulin Rouge
  - 1950 jelölés: legjobb film - Aszfaltdzsungel
  - 1948 jelölés: legjobb film - A Sierra Madre kincse

## Fordítás
- Ez a szócikk részben vagy egészben  a   John_Huston című angol Wikipédia-szócikk fordításán alapul.  Az eredeti cikk szerkesztőit annak laptörténete sorolja fel. Ez a jelzés csupán a megfogalmazás eredetét és a szerzői jogokat jelzi, nem szolgál a cikkben szereplő információk forrásmegjelöléseként.